# Planet Telex
"Planet Telex" é uma canção da banda inglesa de rock Radiohead. Tema de abertura do seu álbum de 1995, The Bends, foi também editado como single de duplo lado A com "High and Dry", embora tivesse menos projecção na rádio. O seu título original era "Planet Xerox", contudo os Radiohead tiveram de mudá-lo para "Planet Telex" devido a Xerox ser o nome de uma empresa.
A única canção escrita no estúdio durante as gravações de Bends, foi desenvolvida a partir de uma coda abandonada de "Killer Cars", uma das suas primeiras canções. Foi gravada numa noite em que os membros da banda regressaram para o estúdio vindo alcoolizados de um restaurante. Thom Yorke cantou deitado, completamente embriagado, com o microfone junto à sua cabeça.
Esta é uma das canções mais frequentemente remisturadas no catálogo dos Radiohead. Alguns vêem indícios do futuro som da banda, em álbuns como OK Computer e Kid A, na atmosfera dominante do sintetizador, comparado com outros temas de Bends.

## Posição nas paradas musicais
| Parada (1995–1996)                                  | Melhor posição |
| --------------------------------------------------- | -------------- |
| Escócia (Scottish Singles Chart) com "High and Dry" | 21             |
| Reino Unido (UK Singles Chart) com "High and Dry"   | 17             |